# Scheloribates confusia
Scheloribates confusia är en kvalsterart som beskrevs av Coetzer 1968. Scheloribates confusia ingår i släktet Scheloribates och familjen Scheloribatidae. Inga underarter finns listade i Catalogue of Life.